# Michael Salazar
Michael Dwane Salazar Jr. (* 15. November 1992 in New York City) ist ein US-amerikanischer Fußballspieler mit belizischen Wurzeln.

## Werdegang

### Bis 2015: High School und College
Salazar spielte für die Auswahlmannschaft der Canyon Springs High School in Moreno Valley, Kalifornien. Er machte mit guten Leistungen auf sich aufmerksam und wurde mit 25 Toren in einer Saison zum Torschützenkönig der Conference.
Ab 2011 studierte Salazar an der California Baptist University in Riverside, Kalifornien, wo er in die Fußballauswahl seiner Universität einberufen wurde. 2012 gewann die Auswahl mit Salazar die Division 1 National Championship. Zudem spielte er zwei Saisons (2014 und 2015) für die UC Riverside Highlanders, einer Auswahlmannschaft der University of California, Riverside.
2014 lief Salazar dreimal für die U23-Mannschaft der OC Pateadores Blues in der Premier Development League auf. 2015 spielte er für PSA Elite, einem Amateurverein in Irvine, Kalifornien. Mit ihnen erreichte er die vierte Runde des Lamar Hunt U.S. Open Cup.

### Ab 2016: Profifußball
Im Rahmen des MLS SuperDraft 2016 wurde Salazar vom kanadischen Major-League-Soccer-Franchise Montreal Impact verpflichtet. Am 1. März 2016 unterschrieb er seinen ersten Profivertrag. Zuvor hatte er in einem Freundschaftsspiel gegen D.C. United ein Tor erzielt.
Sein erstes Spiel in der MLS machte er am 7. Mai 2016 im Spiel gegen die Columbus Crew, als er sieben Minuten vor Ende eingewechselt wurde (Endstand: 4:4). Am 2. Juli im Ligaspiel gegen New England Revolution stand Salazar erstmals in der Startaufstellung. Beim 3:2-Sieg von Montreal erzielte er zwei Tore. Insgesamt kam Salazar in der Saison 2016 zu 17 Einsätzen, davon acht von Beginn an, und konnte mit Montreal Impact die Play-offs erreichen.
In der darauffolgenden Saison 2017 wurde Salazar an Ottawa Fury ausgeliehen, nachdem er sich zuvor bei Montreal Impact nicht mehr durchsetzen konnte. Nach vier Einsätzen für Ottawa und einem starken Eindruck wurde die Leihe vorzeitig beendet und Salazar spielte wieder für Impact. Im weiteren Verlauf der Saison spielte er regelmäßig, sodass er bis zum Ende der Saison 17 Ligaeinsätze für Montreal absolvierte. Im Jahr 2018 wurde Salazar erneut an Ottawa Fury ausgeliehen, machte vier weitere Spiele für die „Furies“, bis er sich schwer am Knie verletzte und bis zum Jahresende keine weiteren Spiele machen konnte. Mit dem Ende der Saison 2018 lief der Vertrag zwischen Montreal Impact und Salazar aus und er verließ die Kanadier.
Anfang 2019 unterschrieb Salazar bei den Rio Grande Valley Toros in der zweitklassigen USL Championship. Er machte mit sehr starken Leistungen auf sich aufmerksam; so erzielte er im Spiel gegen die zweite Mannschaft von Los Angeles Galaxy gleich drei Tore. Im Juni wurde Salazar daher vom MLS-Team Houston Dynamo verpflichtet, allerdings umgehend wieder an die Toros ausgeliehen. Insgesamt kam Salazar in der Saison 2019 somit auf 24 Einsätze (10 Tore) für die Toros und weitere sieben Spiele für Houston in der MLS-Saison 2019.

### Nationalmannschaft
Salazar gab am 11. Juni 2013 sein Debüt für die Belizische Fußballnationalmannschaft, als er im Freundschaftsspiel gegen Guatemala eingesetzt wurde (Endstand: 0:0). Nur wenige Tage später wurde bekannt gegeben, dass Salazar für die belizische Auswahl im Rahmen des Gold Cup 2013 nominiert wurde. Salazar kam in allen drei Spielen von Belize zum Einsatz; die Auswahl schied in der Gruppenphasen ohne Punkt und mit 1:11 Toren aus.

## Privates
Nachdem Salazar in New York City geboren worden war, verbrachte er einige Zeit seiner Kindheit in San Ignacio in Belize, bis er wieder in die USA übersiedelte. Er hat einen Universitätsabschluss in Geschichtswissenschaften.